# Lee Yong (Fußballspieler, 1986)
Lee Yong (kor. 이용; * 24. Dezember 1986 in Seoul) ist ein südkoreanischer Fußballspieler.

## Karriere

### Verein
Lee Yong erlernte das Fußballspielen in der Schulmannschaft der Yeongdeungpo Technical High School sowie in der Universitätsmannschaft der Chung-Ang University. Seinen ersten Vertrag unterschrieb er 2010 bei Ulsan Hyundai. Der Verein aus Ulsan spielte in der höchsten Liga des Landes, der K League 1. 2012 gewann er mit Ulsan die AFC Champions League. Von Dezember 2014 bis September 2016 spielte er beim Sangju Sangmu FC in Sangju. Zu den Spielern des Vereins, der in der zweiten Liga, der K League 2, spielte, zählen südkoreanische Profifußballer, die ihren zweijährigen Militärdienst ableisten. 2015 wurde er mit dem Klub Meister der zweiten Liga und stieg in die erste Liga auf. Nach über 100 Erstligaspielen für Ulsan wechselte er 2017 zum Ligakonkurrenten Jeonbuk Hyundai Motors nach Jeonju. 2017, 2018, 2019 und 2020 wurde er mit dem Verein südkoreanischer Meister. Den Korean FA Cup gewann er mit Jeonbuk 2020. Aus beiden Endspielen ging man als Sieger gegen Ulsan Hyundai hervor.

### Nationalmannschaft
Lee Yong spielt seit 2013 für die südkoreanische Nationalmannschaft. 2013 nahm er mit der Mannschaft an der Ostasienmeisterschaft in seinem Heimatland Südkorea teil. Hier kam er in einem Gruppenspiel gegen China zum Einsatz. 2014 nahm er mit der Mannschaft an der Weltmeisterschaft in Brasilien teil. Bei der Weltmeisterschaft 2018 kam er ebenfalls dreimal in den Gruppenspielen zum Einsatz. Bei der Asienmeisterschaft 2019 in den Vereinigten Arabischen Emiraten spielte er viermal für sein Land.

## Erfolge
Ulsan Hyundai
- AFC Champions League: 2010

Sangju Sangmu FC
- K League Challenge: 2015  ▲

Jeonbuk Hyundai Motors
- K League 1: 2017, 2018, 2019, 2020
- Korean FA Cup: 2020

## Auszeichnungen
- K League 1

Team des Jahres: 2018, 2019
Verteidiger des Jahres: 2013, 2015